# 约斯特·比尔吉

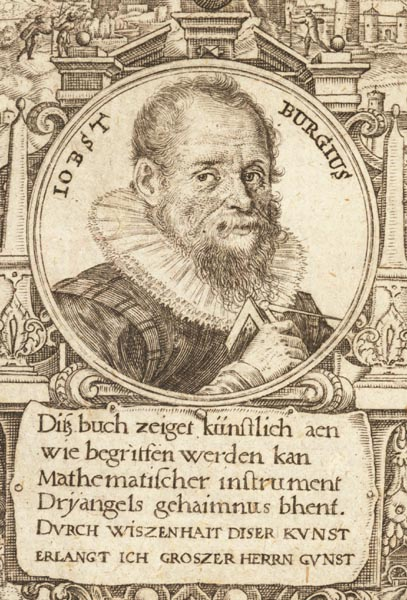
约斯特·比尔吉

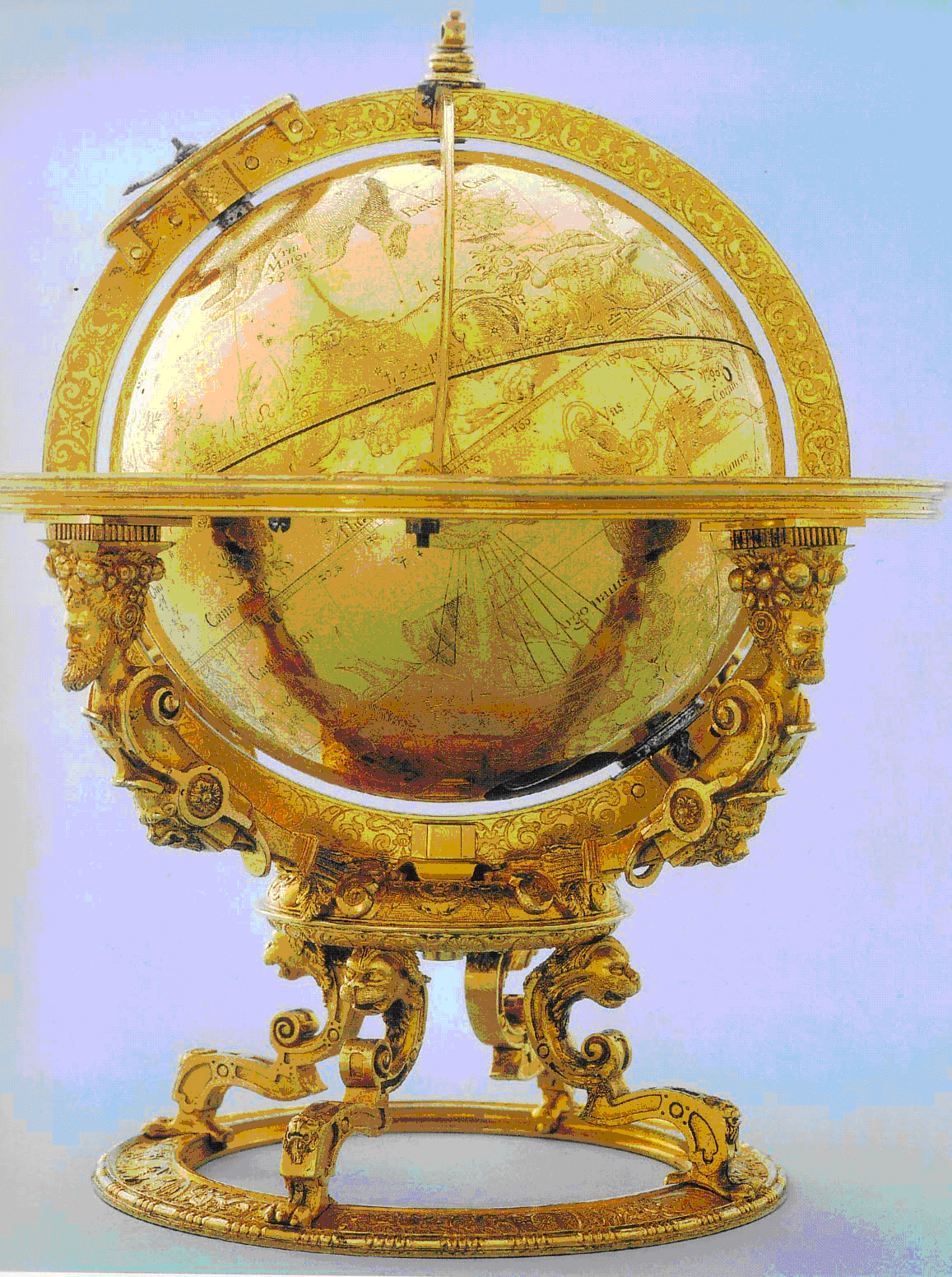
机械式天球仪, 制作于1594年卡塞尔,现在位于苏黎世瑞士国家博物馆

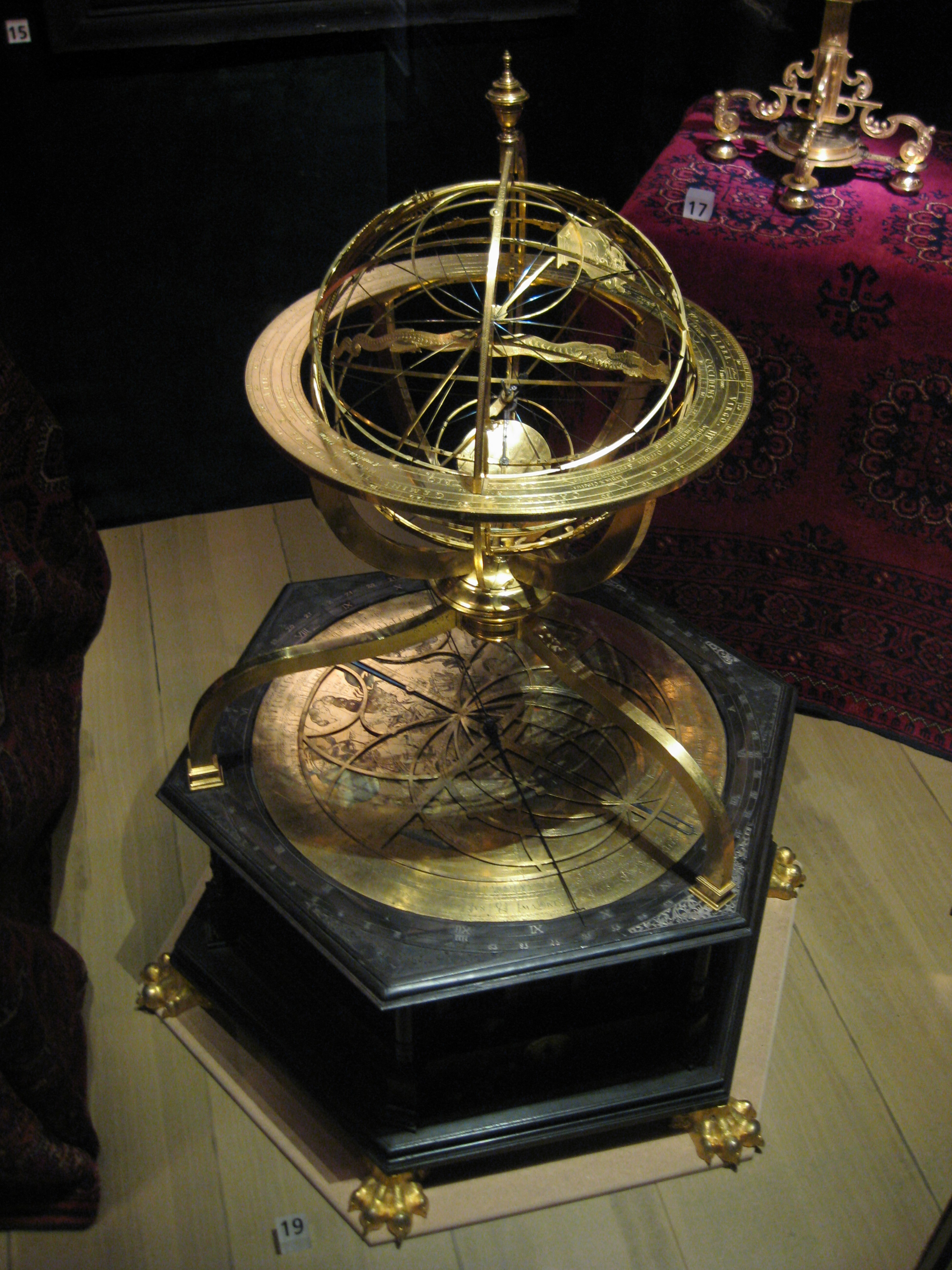
约斯特·比尔吉和Antonius Eisenhoit: 1585年在卡塞尔制作的环形球仪和天文钟，现在收藏在斯德哥尔摩的北欧博物馆。

约斯特·比尔吉（Joost Bürgi，拉丁语姓氏：Burgius 或 Byrgius，1552年2月28日—1632年1月31日），是一名活跃在卡塞尔和布拉格宫庭中的瑞士钟表匠、天文仪器制作师和数学家。

## 生活
比尔吉1552年出生于托根堡利希滕施泰格，当时的圣加仑修道院领地境内(现今瑞士圣加仑州的一部分)。在1579年成为天文学家和卡塞尔威廉四世宫庭中的钟表匠之前，没有多少人知道他的生活和教育情况；据推测，他是在斯特拉斯堡获得数学知识，在那里，还有来自瑞士的数学家康拉德·达西波底尤斯，但目前尚无论据支持。
尽管他是一个自学成才者，但在当时就已被认为是最顶级的机械制造师之一了。他的雇主-黑森-卡塞尔领地主威廉四世，在致第谷·布拉赫的信中，称赞他是“阿基米德第二”(原文：“quasi indagine Archimedes alter est”)。另一名自学者尼古劳斯·赖默斯，在1587年曾为他将哥白尼的《天体运行论》译成德文版。该译本的副本因保存在格拉茨而得以幸存至今，因此，被称为“格拉茨手稿”(Grazer Handschrift)。
1604年，他进入布拉格鲁道夫二世皇帝的宫庭，在此结识了约翰内斯·开普勒。比尔吉创建了正弦函数表，据说非常精确，但由于该表本身已丢失，很难确保其真正的精度(例如奥托的“Opus Palatinum”，有人声称其中有些部分并没有想象中的准确)。开普勒保存了一份比尔吉某些方法的介绍；探讨了代数以及小数的基础知识。比尔吉还构建了逆对数函数表，并于1620年印制(但也许没有公布)，但他没有客观化对数的概念，因此，不能被视为一个独立的对数发明者或发现者。较之写作遗产更为重要的，是他在包括天文模型仪器创新等工程方面的成就。在布拉格的几年中，他一直与鲁道夫二世宫廷中的天文学家开普勒密切合作。

## 钟表匠
无从得知他在何处学会了钟表制作技能，但，他最终成为了那个时代最具创新力的时钟和科学仪器制造者 。他的主要制表发明擒纵器和摆锤均衡键(remontoire)，二种呈数量级地改善了机械钟表时间精度的机件。这使得时钟首次被用作科学仪器，用来精确测定恒星经过望远镜中十字线的时间，从而开启了准确制作恒星位置图的工作。
在卡塞尔作为“黑森-卡塞尔领地主”威廉四世的仪器制造师期间，他为自己的天文计算而发明了对数，并对首张天文图表的开发发挥了举足轻重的作用。但他只是一位“工匠/学者”，而非“书本学者”，长期来一直没有公布过自己的发明。
1592年，位于布拉格的神圣罗马帝国皇帝鲁道夫二世收到他叔叔-“黑森-卡塞尔领地主”威廉四世一架由比尔吉亲自制作并送交的球形仪。从此，比尔吉受命于两地之间，最终，在1604年进入皇室宫庭服务，为皇家天文学家约翰内斯·开普勒工作。

## 作品
尚存于博物馆中，由比尔吉设计和制作的最著名文物有:
- 数架机械式环形球仪(现存于巴黎工艺学院[Conservatoire Arts et Metiers]、苏黎世[瑞士国家博物馆]、卡塞尔市[翁弗勒尔，2x，1580年至1595年]和魏玛安娜·阿玛利亚公爵夫人图书馆[Herzogin Anna Amalia Bibliothek])。
- 保存于卡塞尔市、德累斯顿(数学与物理沙龙)和维也纳(艺术史博物馆)的数座时钟。
- 保存在布拉格国家技术博物馆，为开普勒制作的六分仪。
- 保存于卡塞尔市翁弗勒尔的异型月球时钟(Mond-Anomalien-Uhr)，环绕地球作不规则运行的机械模型)。
- 保存在瑞典乌普萨拉的机械浑天仪。

## 数学家
他独立于约翰·纳皮尔创建了现称为的“反对数函数表”，纳皮尔于1614年发表了他的发现，而他的方法与纳皮尔的不同。该函数表是比尔吉按照开普勒临终时的要求才发表，然后在欧洲广泛流传开来。有证据表明，早在1588年比尔吉就完成了对数数的发明，较纳皮尔早了六年。然而，比尔吉没有发展对数函数的明确概念，因此，不能被看成是对数的发明者。比尔吉也是积化和差(prosthaphaeresis)算法，一种比对数更老，利用三角函数恒等式快速计算乘积技巧的主要贡献者。
月球上的“比尔吉环形山”就是为纪念他而以他的名字命名的。